# Parlamentsvalet i Storbritannien 1935
Parlamentsvalet i Storbritannien 1935 hölls den 14 november 1935 och resulterade i en stor, om än reducerad, majoritet för den nationella regeringskoalitionen, som nu leddes av Stanley Baldwin. Den stora merparten av denna majoritet var, nu som tidigare, det konservativa partiets mandat, medan National Liberal Party i stort sett höll ställningarna. National Labour Party led en stor tillbakagång och till och med partiledaren och förre premiärministern Ramsay MacDonald förlorade sin plats.
Labour, under Clement Attlees ledarskap, som ursprungligen sågs som en övergångslösning, gjorde stora framsteg från sitt mycket dåliga resultat i valet 1931, men Liberal Party gick tillbaka ytterligare.
Independent Labour Party ställde upp som separat parti för första gången sedan 1895, Scottish National Party ställde upp i val för första gången och Communist Party of Great Britain tog sin första parlamentsplats på nästan tio år, för valkretsen West Fife.
De stora valfrågorna var de fortsatta problemen med arbetslöshet och Nationernas förbunds roll, särskilt i förhållande till Japan.
På grund av andra världskriget kom det underhus som valdes i detta val att sitta ända till 1945.
| Parti                                | Röster     | Platser | Förändring | Andel av rösterna (%) |
| Conservative Party                   | 10 025 083 | 387     | - 83       | 47,8                  |
| Labour                               | 7 984 988  | 154     | + 102      | 38,0                  |
| Liberal Party                        | 1 414 010  | 21      | - 11       | 6,7                   |
| National Liberal Party               | 784 608    | 33      | - 2        | 3,7                   |
| National Labour Party                | 321 028    | 1       | - 12       | 1,5                   |
| Independent Labour Party             | 136 208    | 4       | - 1        | 0,7                   |
| National Party                       | 50 747     | 2       | - 2        | 0,3                   |
| Irländska republikaner               | 46 715     | 0       |            | 0,2                   |
| Nationell oberoende                  | 33 527     | 2       |            | 0,2                   |
| Scottish National Party              | 29 517     | 0       |            | 0,2                   |
| Oberoende konservativ                | 27 721     | 0       |            | 0,1                   |
| Communist Party of Great Britain     | 27 177     | 1       | + 1        | 0,1                   |
| Oberoende                            | 17 113     | 2       | + 1        | 0,1                   |
| Oberoende Labour                     | 14 867     | 0       |            | 0,1                   |
| Liverpool Protestant Party           | 6 677      | 0       |            | 0,0                   |
| Oberoende progressiv                 | 6 421      | 0       |            | 0,0                   |
| Social Credit Party of Great Britain | 3 642      | 0       |            | 0,0                   |
| Plaid Cymru                          | 2 534      | 0       |            | 0,0                   |
| Oberoende liberal                    | 2 525      | 0       |            | 0,0                   |

Totalt antal avlagda röster: 20 991 488.  Alla partier med mer än 2000 röster visade. Conservative Party inkluderar Ulsterunionister. Mandaten för ILP är jämförda med dem för ILP-kandidater inom Labour i det föregående parlamentet.